# リー・ラジヴィル

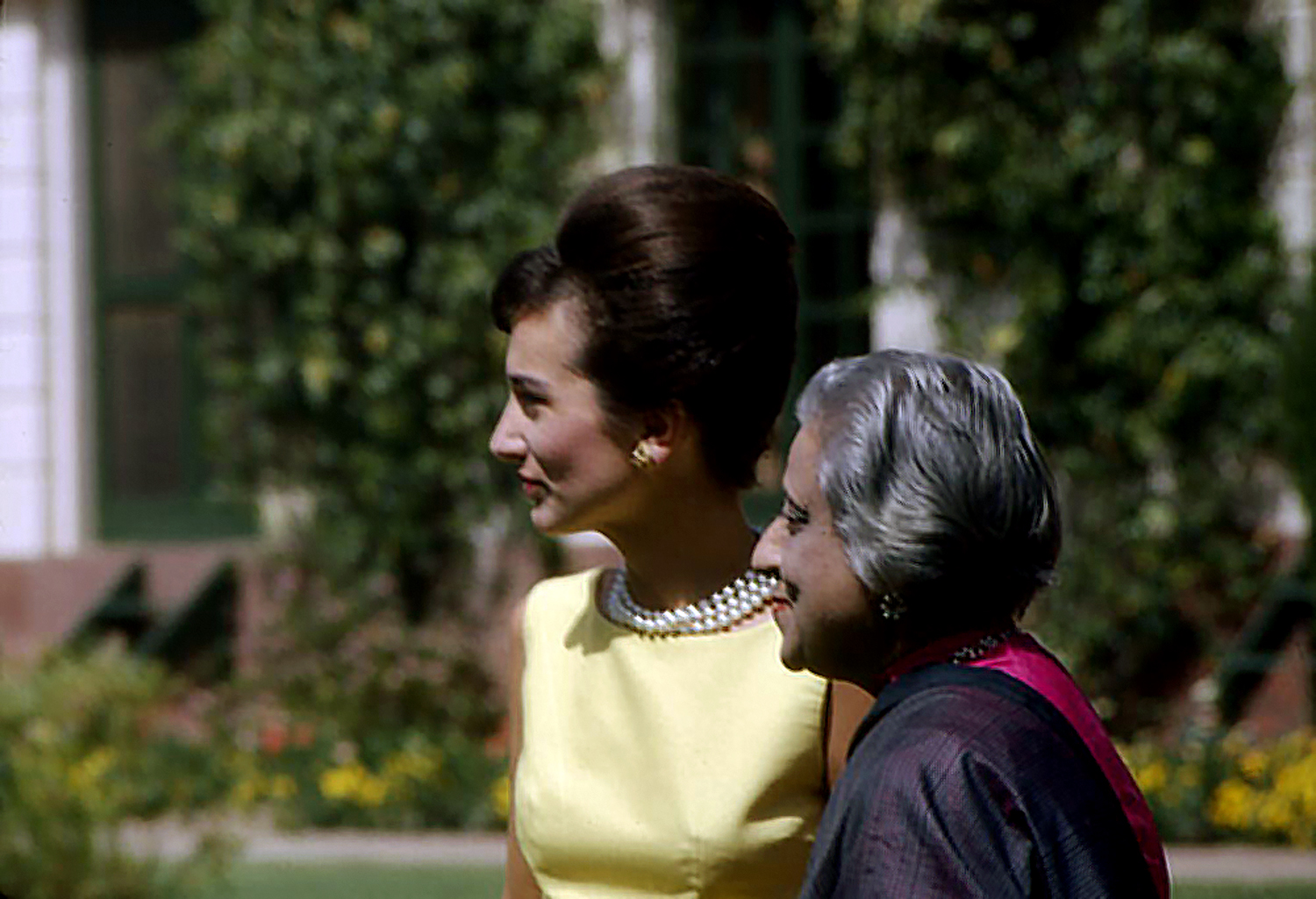
リー・ラジウィルとクリシュナ・フーシーシン（インド、1962年）

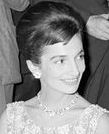
1962年

キャロライン・リー・ラジウィル・ロス（Caroline Lee Bouvier Canfield Radziwill Ross, 1933年3月3日 - 2019年2月15日）は、ソーシャライト。"fashion icon"（ファッション アイコン、ファッションリーダーのこと）としても知名度があり、社交界の華とされた。出版王の息子マイケル・キャンフィールド、ポーランドの大貴族ラジヴィウ家の末裔であるスタニスラフ・ラジヴィル、そして映画監督ハーバート・ロスとの三回の結婚生活や、アンディ・ウォーホル、トルーマン・カポーティの取り巻きとしても知られた。
姓の表記について、ラジヴィルよりもラジヴィウ、あるいは英語ではラジウィルが用いられる。

## 経歴
アメリカ東海岸のサウサンプトン生まれ。ジャクリーン・ケネディ・オナシスの3歳下の実妹で二人姉妹。裕福な家の出で株の仲買人であり遊び人としても知られたジョン・ブーヴィエ3世と不動産業を営む資産家の娘ジャネットの次女として生まれた。父方の先祖は南仏の家具職人で、1815年にアメリカに移民した。副業の薪販売のために購入した地所から石炭がとれることがわかり、これで築いた財を元手に不動産投資にも成功して富豪となった一族である。父親の女遊びと飲酒癖を理由に1936年に両親は別居、1940年に離婚し、姉とともに母親に引き取られる。母親は1942年にスタンダード石油の重役一族で株仲買人のヒュー・ダドリー・オーチンクロスJrと再婚した。
ミス・ポーターズ・スクールからサラ・ローレンス大学に進んだが、2年時にイタリアに渡り絵を学び、1950年にハーパーズ バザー誌の名物編集者ダイアナ・ヴリーランドの助手となる。姉ジャクリーンと共にパリに遊学し、1951年に二人で帰国した。
1953年秋、マイケル・キャンフィールドと結婚し、同年の9月に結婚した姉より先に結婚。マイケルは老舗出版社ハーパース（現・ハーパーコリンズ）の重役キャス・キャンフィールドの養子で、チェース・ナショナル・バンク（チェース・マンハッタン銀行の前身）頭取で1953年に駐英アメリカ大使となったウィンスロップ・アルドリッチの私設秘書としてロンドンで暮らした（離婚後ハーバースのロンドン支社代表となる）。マイケルの実母はアメリカ社交界の花形で後に重度の麻薬中毒で投身自殺したキキ・プレストン、生物学的な父親はケント公ジョージとされ、キャンフィールドは英国女王エリザベス2世の従兄弟ということとなる。その後、マイケルとは1959年に離婚したが、ローマ・カトリック教会から「"annulment" （婚姻無効）」が宣告されたのは1962年11月のことだった。
1959年3月19日、20歳上のポーランド貴族で英国不動産界で財を成したスタニスラス・ラジウィルと"略式結婚"した。スタニスラスは二度目の妻グレース・マリア・コリン（Grace Maria Kolin）と1958年に離婚したが、リー自身もキャンフィールドと依然夫婦であった1957年からスタニスラス・ラジウィルと交際していた。なお、リーとスタニスラス双方とも敬虔なカトリック信者だったが、キャンフィールドとは1962年と、その後すぐに婚姻無効が宣告されたのは、義兄ジョン・F・ケネディのおかげだったとのこと。また、不倫関係にあったアリストテレス・オナシスと結婚するつもりでいたが、程なくして姉ジャクリーンに奪われる形となった。その後、スタニスラスとも1974年に離婚が成立した。スタニスラスとの間に2児をもうけた。
スタニスラフと婚姻中の1962年3月、アメリカのファーストレディーとなった姉ジャクリーン・ケネディとイギリス、インド・パキスタン訪問に同行する。1960年代には、カポーティはじめルドルフ・ヌレーエフ、マーゴ・フォンテイン、セシル・ビートンら社交界のセレブたちと親交し、彼らの勧めもあって女優としてのキャリアを求め、王立演劇学校などの教師から演技を習い、カポーティの紹介で1967年にシカゴで舞台版「フィラデルフィア物語」に出演するが、低い評価しか得られなかった。その後、カポーティ脚本のテレビドラマ版『ローラ殺人事件』にも出演したが成功したとは言えず、それ以降は芸能活動から遠ざかった。カポーティとの蜜月も終わりとなり、舌禍によりカポーティがゴア・ヴィダルから名誉棄損で訴えられた際にも証言を拒否している（ゴアはジャクリーヌ・キャロライン姉妹の継父オーチンクロスと前妻との子で、その縁でケネディ政権の芸術顧問を務めていた）。
スタニスラス・ラジウィルと暮らしたロンドンウェストミンスターにあるバッキンガム宮殿から4番地ほど南側の邸宅（タウンハウス）とターヴィルの「manor Turville Grange, Oxfordshire」の邸宅（マナーハウス）は、建築家・ロレンツォ・モンジャルディーノの装飾によるものであった。メディアに取り上げられてから、大衆の憧憬の的となったが、彼女自身も1976年にインテリアデザインの会社を興し、短い期間であったがインテリア・デコレーターとして働いていた時にモンジャルディーノに多くの影響を受けていた。彼女の顧客は富裕層ばかりだが、彼女は一度、"一年に三日と家に居たことことがない人達のために"家を装飾したと述べた。
1988年9月23日、彼女の三度目の夫ハーバート・ロス（ロスにとっては二度目の妻となるが）とは、2001年に離婚ののちロスはすぐに亡くなった。また、ロスとの結婚後、ジョルジオ・アルマーニと意気投合。彼女の社交界の人脈で1986年から1994年まで「GIORGIO ARMANI」のPRに動いた。ロスと離婚後、子供たちの父親である二番目の夫の姓ラジヴィルを再び名乗る。
2003年「Happy Times」を出版、自らの半生を綴っている。2008年、フランス政府からレジオン・ドヌール勲章シュバリエ章を受章した。
2009年、雑誌「Elle Décor エル デコ 」2009年秋号において、居住するパリ16区とニューヨーク5番街の2つのアパルトマンが特集された。2013年3月、ガーディアン紙で「五十代以上のベストドレッサー50人」の一人に選ばれた。2013年6月、ソフィア・コッポラの映画「The Bling Ring ブリングリング」やロスとの私生活のことについて、コッポラからインタビューされた。
2019年2月、ニューヨークの自宅で85歳で死亡した。

## 親族
- 長男:アンソニー・スタニスラス・アルバート・ラジウィル（英語版） - テレビプロデューサー、映画プロデューサー
- 長女:アンナ・クリスチナ・ラジウィル（Anna Christina Radziwill）
- 姪っ子の元駐日米国大使キャロライン・ケネディの名前は、"キャロライン"・リー・ブーヴィエ・ラジウィルにちなんで名付けられた[17]。

## 参照
- ELLE ONLINE 【vol.2】大統領の消された妹：アメリカのファッション史を築いたケネディ家の女たちの光と影 2015年11月25日